# Germanische Siedlung Gehrden
Bei der Germanischen Siedlung Gehrden handelt es sich um einen germanischen Siedlungsplatz, der vom 2. bis 7. Jahrhundert n. Chr. im heutigen Gehrden in der Region Hannover in Niedersachsen bestand. Die frühere Siedlung wurde in den Jahren 2010 und 2011 bei archäologischen Untersuchungen vor der Erschließung eines Gewerbegebietes etwa 1,3 km nördlich vom Stadtzentrum entdeckt.

## Befunde
Bei den Ausgrabungen durch ein Grabungsunternehmen im Auftrag der Region Hannover wurden 60 Grubenhäuser untersucht. In einem Grubenhaus fanden sich die Standspuren eine Webstuhls. Die große Anzahl von gefundenen Rutenbergen und kleinen Pfostenspeichern deutete auf die Bevorratung von größeren Mengen landwirtschaftlicher Produkte in der Siedlung hin.
Darüber hinaus fanden sich mehrere langrechteckige Wohngebäude. Ein Hallenbau, der etwa im 5. Jahrhundert errichtet wurde, hatte eine Grundfläche von 300 m². Die übrigen Wohngebäude waren etwa halb so groß. Weitere Befunde waren Vorrats- und Abfallgruben sowie ein Brunnen mit Flechtwerkauskleidung.

## Fundstücke
Die Ausgrabungen führten zu reichhaltigen Funden. Zu den Fundstücken zählten 40 römische Münzen, bei denen es sich überwiegend um Silbermünzen in Form von Denaren handelte. Ebenso wurden Scherben von römischer Terra Sigillata sowie Fragmente eines römischen Trinkgeschirrs aus Bronze gefunden.
Besondere Fundstücke waren zwei unfertige Gagatschnitzereien mit Darstellungen von Panthern oder Löwen, die vermutlich zu Messergriffen gehörten. Derartige Fundstücke sind in Niedersachsen einmalig, während es ähnliche Funde im einstig römischen Köln gibt. Rund 20 gefundene Glasperlen, darunter Mosaikperlen, und Fragmente von Glasgefäßen, wie Sturzbecher und Glasschalen, stammen aus dem 5. und 6. Jahrhundert.
An Keramik wurden hunderte von Scherben der dünnwandigen hannoverschen Drehscheibenkeramik geborgen, die aus lokaler Produktion nach römischem Vorbild stammten. Zu den Metallfunden gehörten Fibeln, Werkzeuge, Teile von römischen Pferdegeschirren und Reste von spätrömischen Militärgürteln. Die zahlreichen Reste von Buntmetall weisen auf eine Buntmetallverarbeitung in der Siedlung hin.
Die gefundenen Tierknochen umfassten das Spektrum von Haustieren, wie Schaf, Ziege, Schwein, Rind und Pferd. Da die Knochen nur selten aufgebrochen waren, lässt dies auf eine gute Versorgung der Siedlungsbewohner schließen. Auffällig war die große Menge an gefundenen Kieferknochen von Wildschweinen, was auf eine regelmäßig betriebene Wildschweinjagd schließen lässt.

## Bewertung
Aufgrund der reichhaltigen und hochwertigen Funde gehen die Archäologen davon aus, dass in der Siedlung Angehörige einer germanischen Elite gelebt haben. Dies  führen Archäologen auf die Lage an dem in West-Ost-Richtung vorbeiführenden Hellweg vor dem Santforde zurück, der bei Gehrden eine etwa zwei Kilometer breite Engstelle zwischen dem Gehrdener und dem Benther Berg passiert.